# Gibson ex Huberman

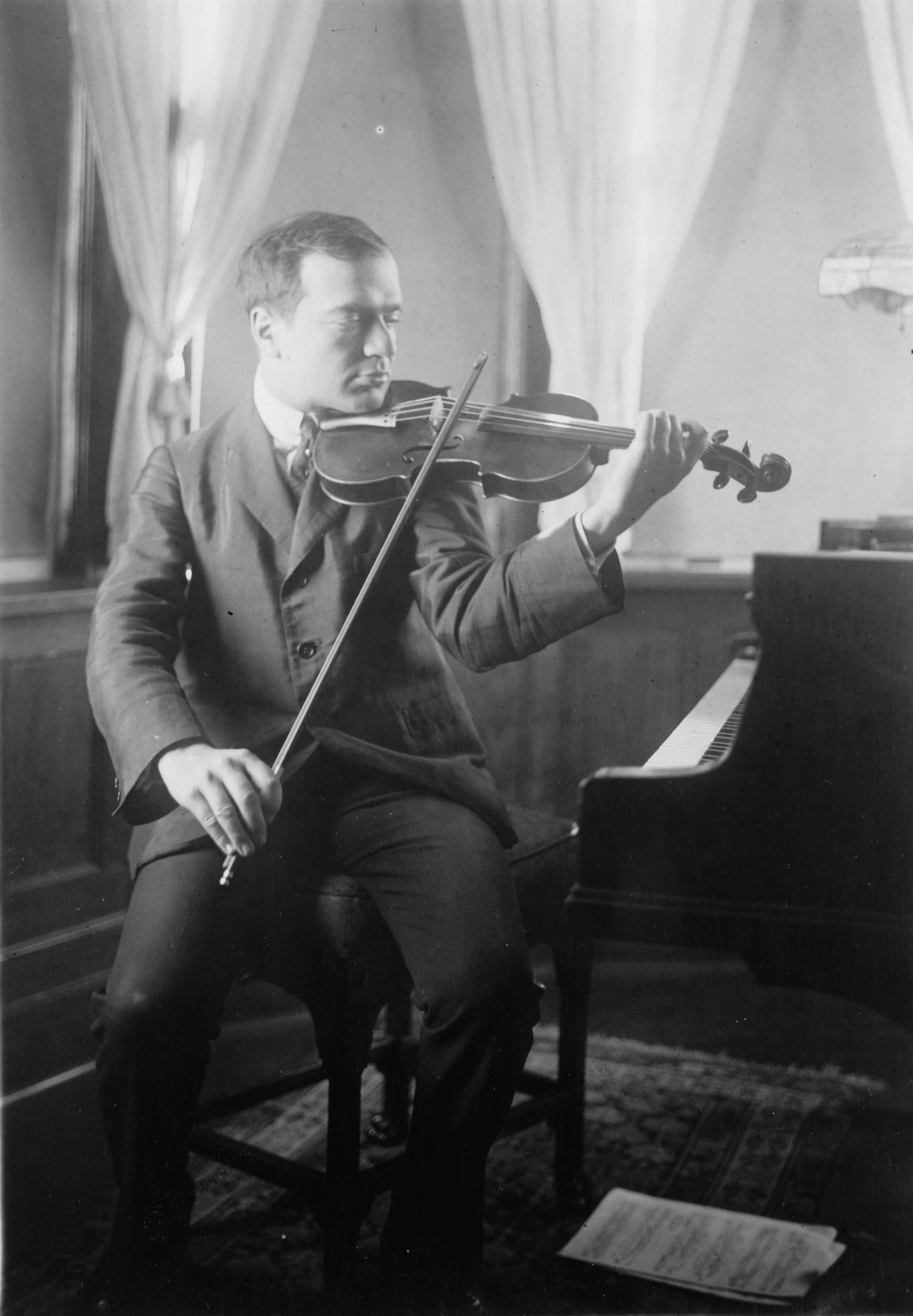
Bronisław Huberman grający na Stradivariusie

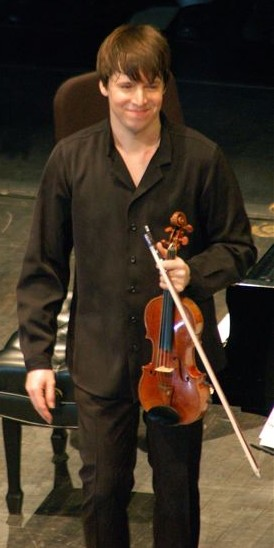
Joshua Bell trzymający Stradivariusa

Gibson ex Huberman – skrzypce wykonane w 1713 roku przez Antonio Stradivariego w „złotym okresie”, pod koniec jego kariery. 
Skrzypce początkowo nazywały się Gibson. Ich obecna nazwa pochodzi od nazwiska jednego z byłych właścicieli – polskiego wirtuoza Bronisława Hubermana, któremu instrument został dwa razy skradziony. Pierwszy raz miało to miejsce w 1919 roku, w wiedeńskim hotelu – wówczas skrzypce szybko wróciły do właściciela. Za drugim razem, w 1936 roku, zniknęły z garderoby w Carnegie Hall i Huberman już ich nie odzyskał (uzyskał natomiast odszkodowanie w wysokości 30 tys. dolarów od ubezpieczyciela – Lloyda). Dopiero w 1985 roku mało znany nowojorski skrzypek, Julian Altman, na łożu śmierci przyznał się żonie do kradzieży. Ta przekazała instrument towarzystwu ubezpieczeniowemu, licząc na nagrodę. Po renowacji skrzypce kupił Norbert Brainin, który w 2001 r. odsprzedał je Joshui Bellowi.
Wartość skrzypiec w 1987 r. wyceniana była na 800 tys. $, Brainin oferował je Bellowi za 4 mln $, a w 2019 r. miały być warte 14 mln $.